# Vasco Martins (músico)
Vasco Martins (Queluz, 1956) é um músico e compositor cabo-verdiano. Reside atualmente em Calhau, Cabo Verde.
Dentro do panorama musical cabo-verdiano, Vasco Martins pode ser considerado como único. Compositor que nega rotulações, pode ser considerado como músico clássico devido às suas incursões em música para orquestra sinfónica, mas pode ser também considerado como músico new age devido a composições de caráter instrumental, sobretudo utilizando sintetizadores, mas quer num caso quer noutro, sempre se inspirando na música tradicional cabo-verdiana.
Autodidata, começa os seus estudos em 1974. Ingressa o grupo musical Colá, em 1976, com Toláz, Tei Santos, Pomba  e Dani, mas segue depois para Portugal e seguidamente para França para prosseguir a sua formação musical com uma bolsa de estudos do Governo de Cabo Verde, depois de ter impressionado o Presidente da República Aristides Pereira com a sua virtuosidade musical. Em 1979 grava o seu primeiro LP. De regresso a Cabo Verde, funda, com outros músicos o grupo musical Gota d'Agua é aí que cria a maior parte da sua obra como compositor e instrumentista, mas também como musicólogo e produtor. De momento, ele é um dos raros músicos em Cabo Verde cuja principal ocupação profissional reside apenas na música. Casado com Margarida Martins, também artista e tem um filho Vamar Martins - guitarrista, que tem seguido a sua carreira musical.

## Discografia
- 1979: Vibrações
- 1985: Para Além da Noite
- 1987: Oceano Imenso
- 1989: Quinto Mundo
- 1995: Quiet Moments (Momentos Silenciosos)
- 1995: Ritual Periférico
- 1995: Eternal Cycle
- 1996: Island of the Secret Sounds
- 1997: Sublime Delight
- 1997: Memórias Atlânticas
- 1998: Danças de Câncer
- 2000: Apeiron
- 2001: Dôs
- 2001: Lunário Perpétuo
- 2007: 4 Sinfonias[4]
- 2009: Lua Água Clara
- 2010: Li Sin[5]
- 2012: Azuris[6]
- 2014: Twelve Moons[7]
- 2020: Mar